# Piquilín
Piquilín é um município da província de Córdova, na Argentina.